# Batalla de Stiklestad
La batalla de Stiklestad (Slaget ved Stiklestad, nòrdic antic: Stiklarstaðir) va tenir lloc el 1030 i és una de les més famoses batalles de la història de Noruega. En aquesta batalla, el rei Olaf II de Noruega, conegut com a Olaf el Sant, va perdre la vida.

## Rerefons
A finals del segle ix, el rei Harald I de Noruega, amb l'ajuda del cabdill Sigurd Håkonsson, va reforçar el poder militar central de la corona per poder subjugar els diversos petits regnes vikings de Noruega, creant així per primer cop un estat noruec unificat.
Els descendents del rei Harald I i els Jarls de Lade van passar gran part del segle x lluitant pel poder, al mateix temps que s'enfrontaven per qüestions religioses. Els reis Haakon el Bo i especialment Olaf Tryggvason van intentar la conversió dels pagans noruecs al cristianisme, a vegades per la força. L'any 1000, el jarl Eirik Håkonsson, en aliança amb el rei Svend I de Dinamarca i els Jomsvikings, van emboscar i matar Olaf Tryggvason a la batalla de Svolder, prenent el control de Noruega.
15 anys més tard, el 1015, Olaf Haraldsson retorna a Noruega després d'una de les seves expedicions i és immediatament proclamat rei com Olaf II de Noruega. El 1016 va derrotar els seus oponents a la batalla de Nesjar, aprofitant que els danesos estaven molt ocupats en les seves guerres a Anglaterra.
Malgrat tot, el regnat d'Olaf va ser curt, car el 1028 els Jarls de Lade es van aliar amb Canut el Gran i Olaf es va veure forçat a exiliar-se a Nóvgorod. Un any més tard, el 1029, moria el Jarl Håkon Sigurdsson i Olaf va retornar per proclamar el regne.

## Batalla

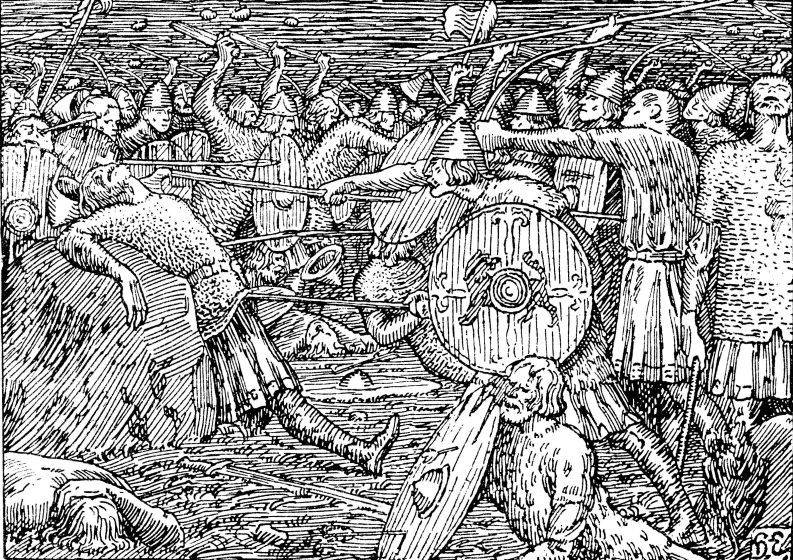
Derrota del rei Olaf II de Noruega.

Segons diverses sagues, Olaf II va travessar Suècia amb un contingent de 3.600 homes armats, fins a arribar a Stiklestad, una granja situada en una vall uns 80 km al nord de la ciutat de Trondheim. Allí, Olaf es troba un grandiós exèrcit de camperols liderat per Kalv Arnesson. La batalla fou descrita per Snorri Sturluson en la seva obra Heimskringla.
La superioritat numèrica dels pagans era a raó de quatre a un. Olaf va rebre tres ferides —en el genoll, el coll i un tercer cop en el cor— i mor recolzat en una gran pedra. Seria més tard enterrat en secret en els bancs de sorra del riu Nidelva.

## Fets posteriors

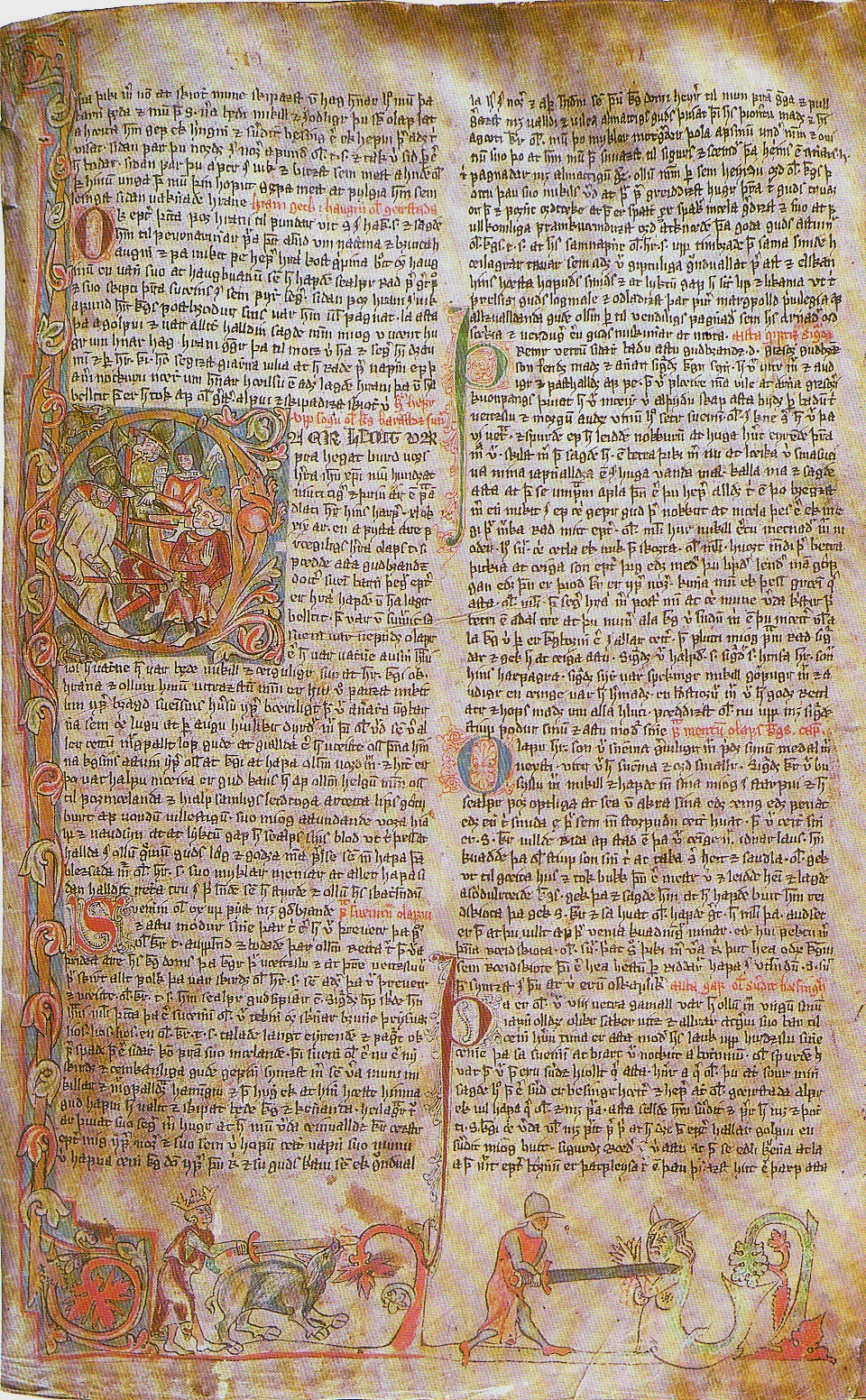
Mort de Sant Olaf, batalla de Stiklestad, Flateyjarbók. Segles XIII-XIV.

Un any després de la batalla, es va desenterrar el cos d'Olaf, descobrint que estava (segons Snorri Sturluson) incorrupte. Li havien crescut els cabells i les ungles. Fou traslladat a l'església de St. Klement de Trondheim, on va començar a ser venerat com sant. Així mateix, es va construir una nova església en el lloc de la seva mort i la pedra contra la qual va morir encara resta a l'interior de l'altar.
100 anys més tard es va construir la Catedral de Nidaros en el lloc del sepulcre original. El cos d'Olaf es va traslladar de nou i el seu cos fou venerat en un reliquiari de plata situat en l'altar major, però durant la Reforma Protestant del segle xvi, el cos fou retirat i es va fondre el reliquiari per encunyar monedes de plata.

## Avaluació

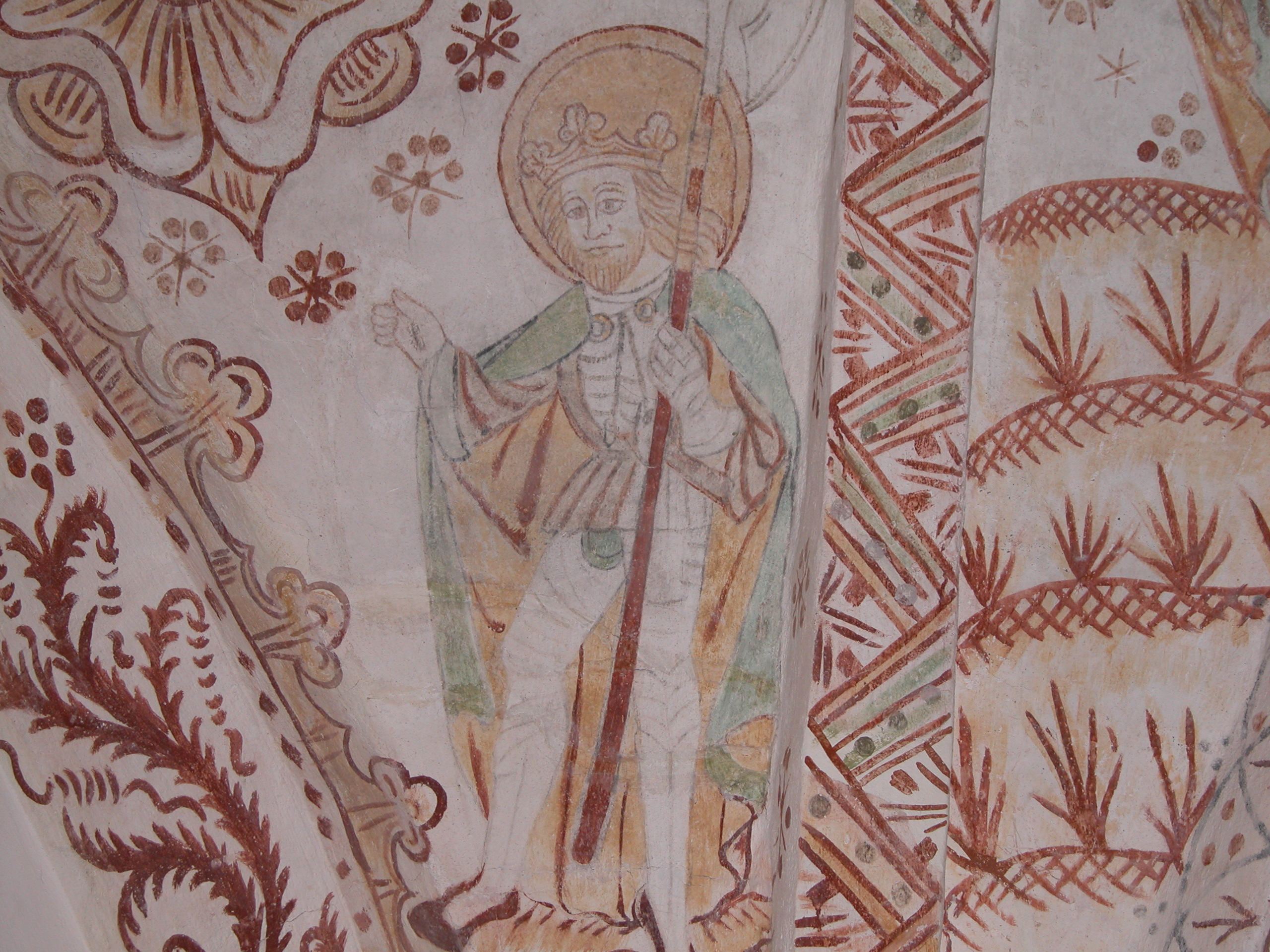
Imatge de Sant Olaf en la parròquia de Skivholme.

Es desconeixen les raons per les quals Olaf va decidir avançar per un camí tan hostil i difícil, en lloc de buscar aliats entre els seus familiars i coneguts de la zona oriental de Noruega. Potser esperava ser acceptat pels camperols i que aquests li donessin suport en les seves aspiracions reials, però la veritat fou que aquests, majorment pagans, estaven frontalment oposats a l'obsessió d'Olaf per la conversió al cristianisme, sovint mitjançant la tortura i l'assassinat.
Irònicament, el veritable paper d'Olaf en la història de Noruega va començar precisament després de la seva mort. Canut el Gran i el seu fill Sveinn Knútsson eren bastant contraris amb l'església (tradicional aliada d'Olaf), que va afavorir la figura del rei màrtir davant l'opressora corona danesa. Olaf, un governant bastant obstinat i imprudent, propens a torturar i assassinar aquells que rebutjaven acceptar el Cristianisme, va acabar convertit en el sant patró de Noruega.
Canut, més ocupat en governar Anglaterra, va deixar Noruega en mans del seu fill Sveinn Knútsson, però quan el fill il·legítim d'Olaf, Magnus I de Noruega (de nom "el Bo"), va reclamar el tron, Canut va cedir.